# 荒砥城
荒砥城（あらとじょう）は、信濃国更級郡新砥（現・長野県千曲市上山田）にあった日本の城。山城。別名、新砥城。山田氏が居城としていたことから「山田城」とする説もある。山城として復元されたのは全国２例目。千曲市指定史跡となっている。

## 概要
この地の豪族で村上氏の一族の山田氏の居城であった。村上氏の本城、葛尾城の支城としての役割を果たしていた。
天文22年（1553年）には武田信玄配下の真田幸綱の調略で屋代氏が寝返ったことにより村上義清が守備した葛尾城が落城したため、武田氏に従った屋代政国にそれまでの屋代城の替え地として、荒砥城を与えられ屋代城から移った。
永禄2年（1559年）信玄は屋代政国に隠居料として福井・十蔵（戸倉）・新砥の地を宛がう。
天正10年（1582年）、武田氏が滅亡した後、織田氏の支配下にあった屋代秀正は天正壬午の乱後に上杉氏に従い海津城の副将として遇された。しかし主将の山浦景国（村上義清の息子）とはしっくり行かなかったようである。村上氏一族の中で最初に武田方に寝返った屋代氏は信頼されず、上杉景勝は稲荷山城を築いて監視していた。
天正12年（1584年）4月1日、秀正は徳川氏に通じたため上杉景勝に攻められ、荒砥城に火を放って桑原へ逃れ塩崎氏と合流。
佐野山城に籠って稲荷山城や八幡からの攻勢に数日は抵抗したものの佐野山城を放棄して麻績へ奔った。4月27日上杉軍は猿が馬場峠を越えて追撃。屋代氏、塩崎氏を匿う麻績城を攻略している。（直江兼続書状）
　荒砥城は以降、廃城となった。屋代秀正は徳川氏の下へ出奔して旗本となって幕末まで存続している。
屋代氏出奔後の領地の一部は上杉景勝の人質となっていた真田信繁（幸村）の領地として与えられたとされている。（同上）

## 逸話
頼清流村上氏の当主村上義清の一族で名を馳せた山田国政と吾妻清綱の居城と伝えられる。天文20年（1551年）4月、吾妻清綱と山田国政は対立していた矢沢頼綱を援助したその兄の真田幸隆の策略によって、城代を務めていた戸石城において討死した。
天文24年頃とみられるが山田城に敵が移ると時を移さず攻撃し落城させた忠節に報いるとの書状が晴信から寺尾刑部少輔宛に卯月25日付けで示されている。

## 遺構
- 土塁、空堀

　かつてテーマパーク（ロープウエイや観覧車等各種遊具、満蒙開拓団殉難慰霊塔が設置されたが、その後全て撤去されている）建設の際に遺構は破壊され、低い石積程度しか残存していなかったが、現在はふるさと創生事業の資金を活用した千曲市城山史跡公園として整備されている。石積を用いた虎口などやりすぎの感もあるが、それでも館や兵舎、櫓など中世の山城の雰囲気を再現しており、平成19年（2007年）の大河ドラマ「風林火山」（ドラマでは海ノ口城として使用。）平成23年の大河ドラマ「江〜姫たちの戦国〜（小谷城として使用）のロケ地として使用されている。
　この地には戦時中に高射砲台が設置されていた経緯があったからか、昭和４２年４月１８日から更級郡・埴科郡出身者の満蒙開拓団殉難慰霊塔が両郡を見渡せるようにと設置されていた。団員800名の内、敗戦の1週間後に649名が玉砕したと伝えたものであった。しかし城山史跡公園として整備のため撤去されて平成６年４月に下の善光寺大本願別院の境内に犠牲者の名を刻んだ慰霊碑が移されている。

## 所在地
- 長野県千曲市上山田3509-1

## 交通
- しなの鉄道・戸倉駅よりタクシーで10分
- 上信越自動車道・坂城ICから20分
  - 駐車場あり

## 参考画像

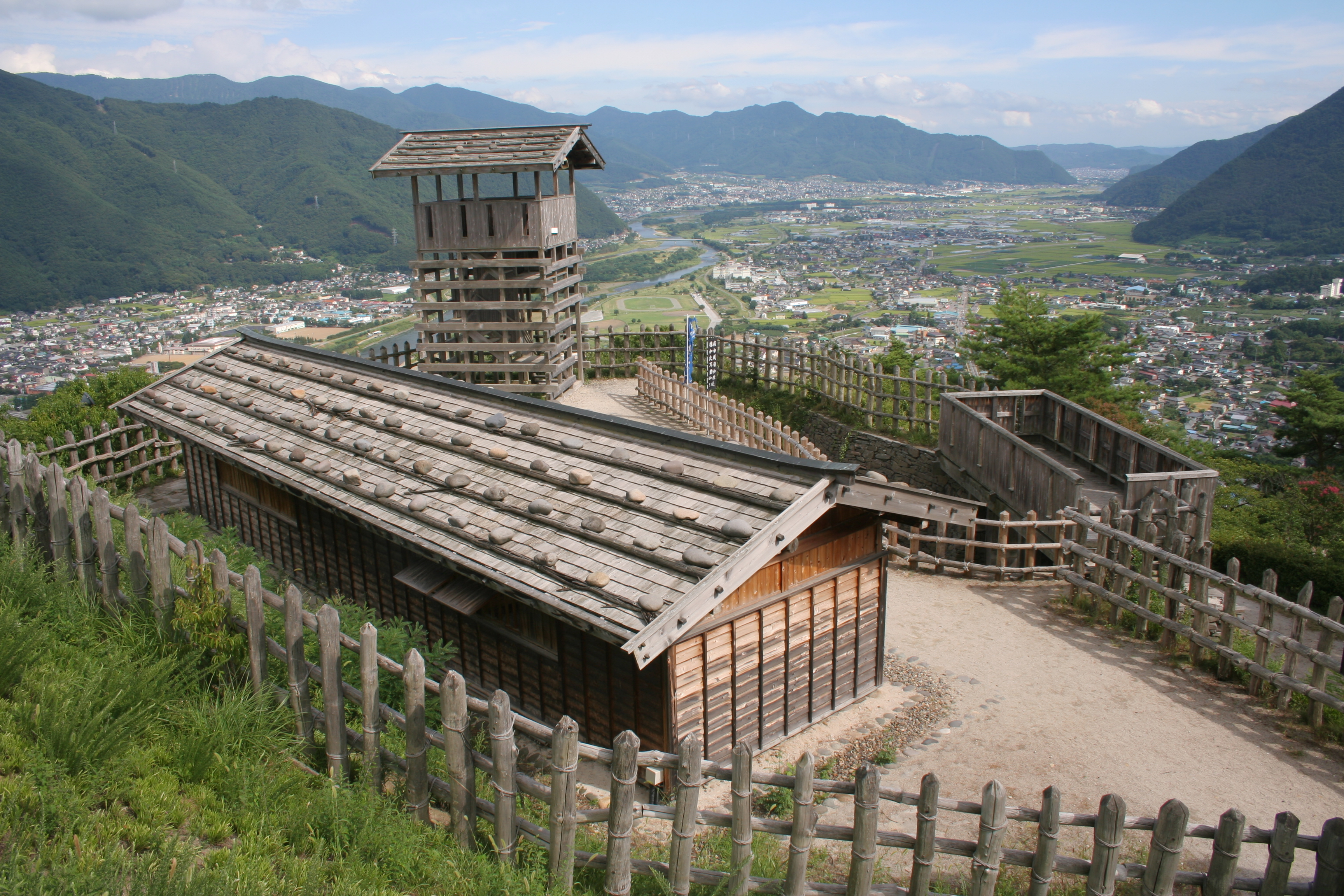
二の郭
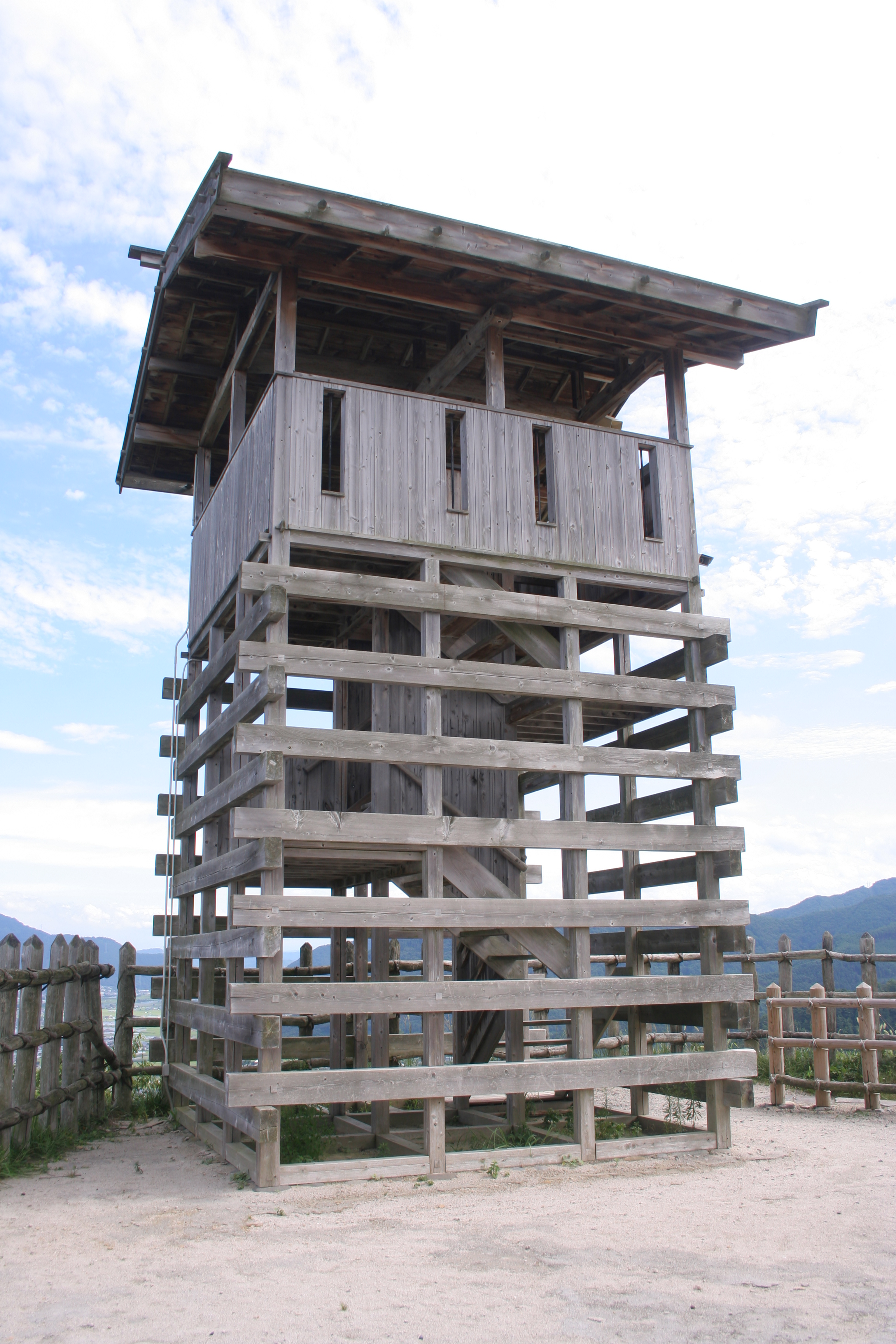
復元された櫓
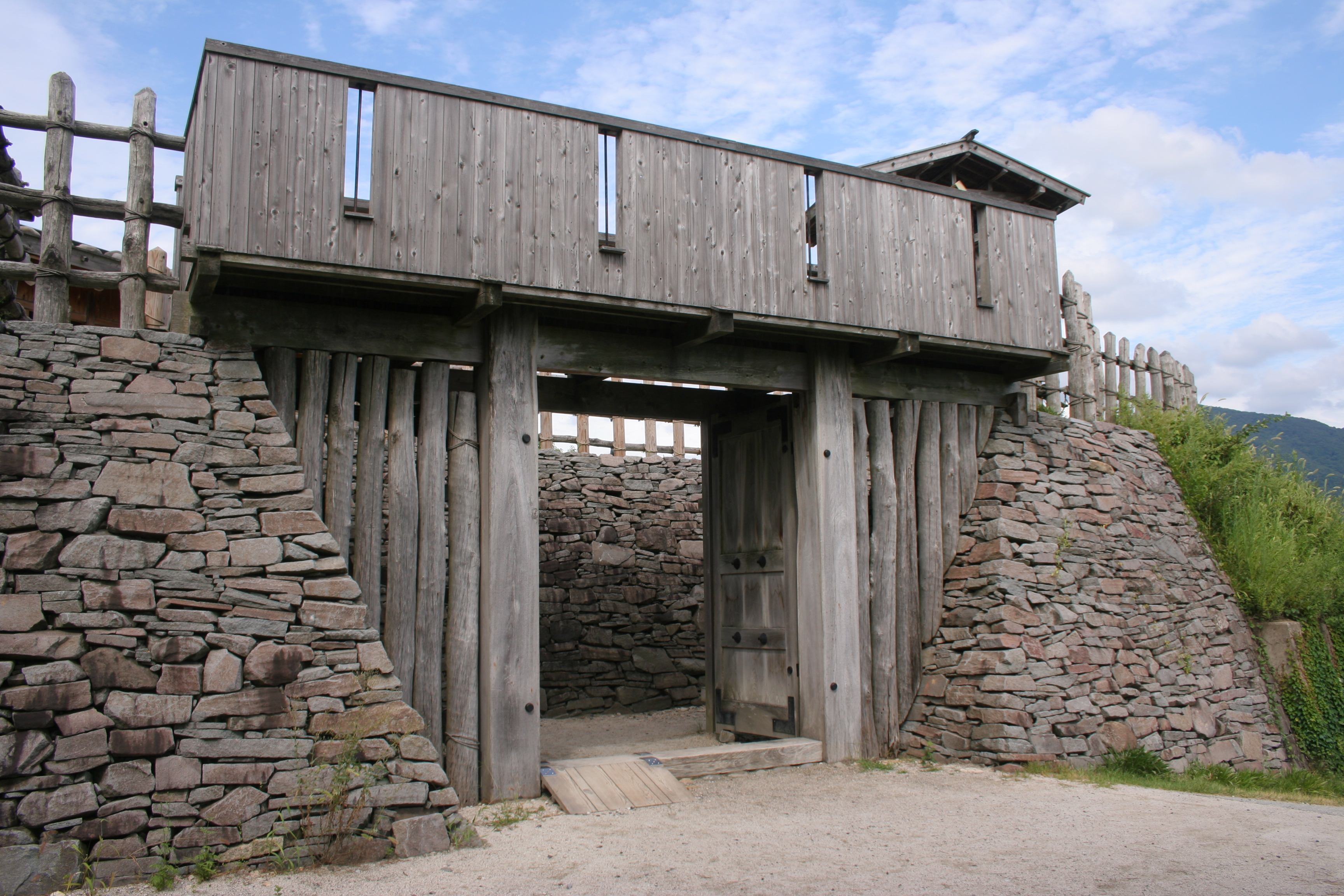
復元された二の郭の門
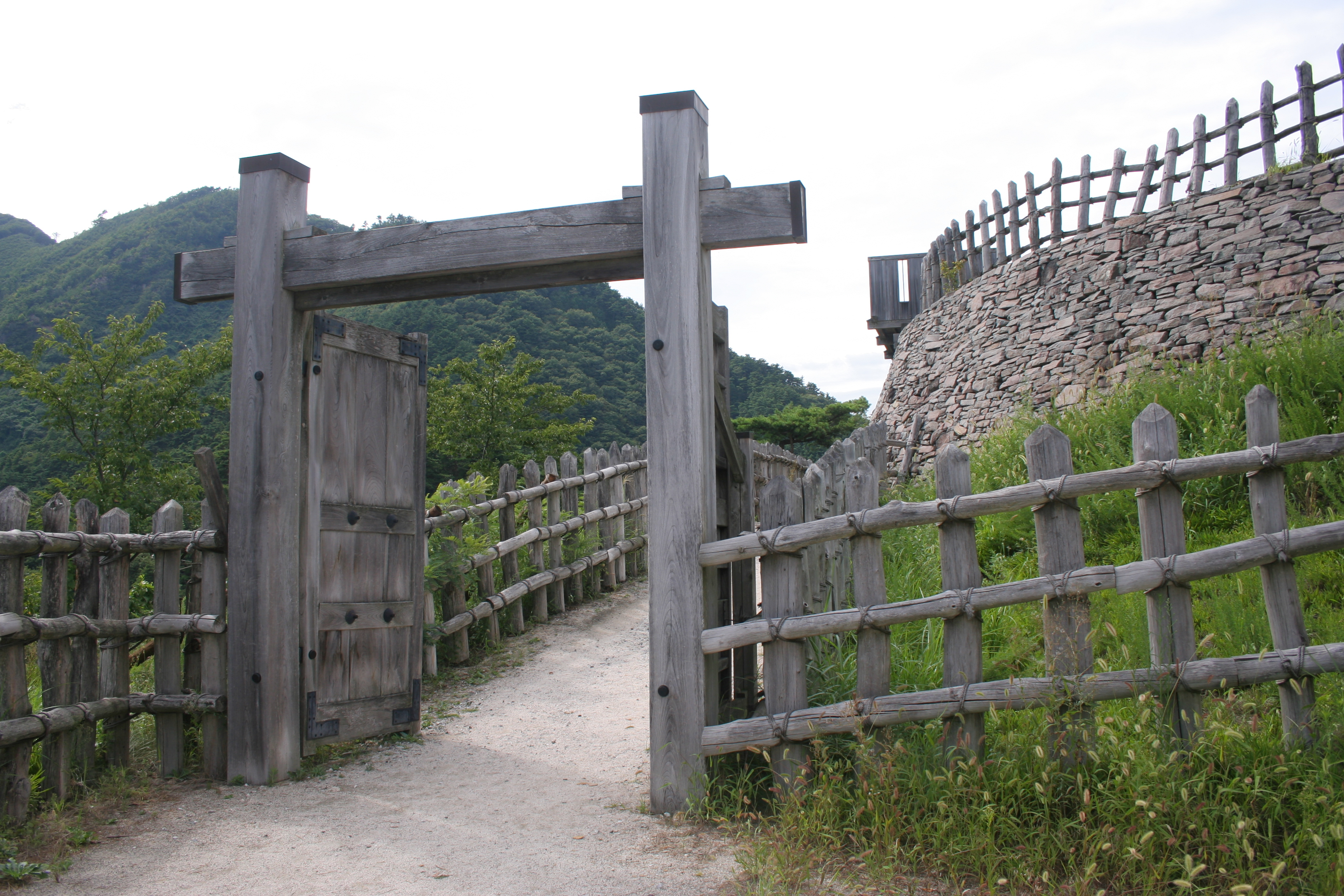
復元された本郭の門
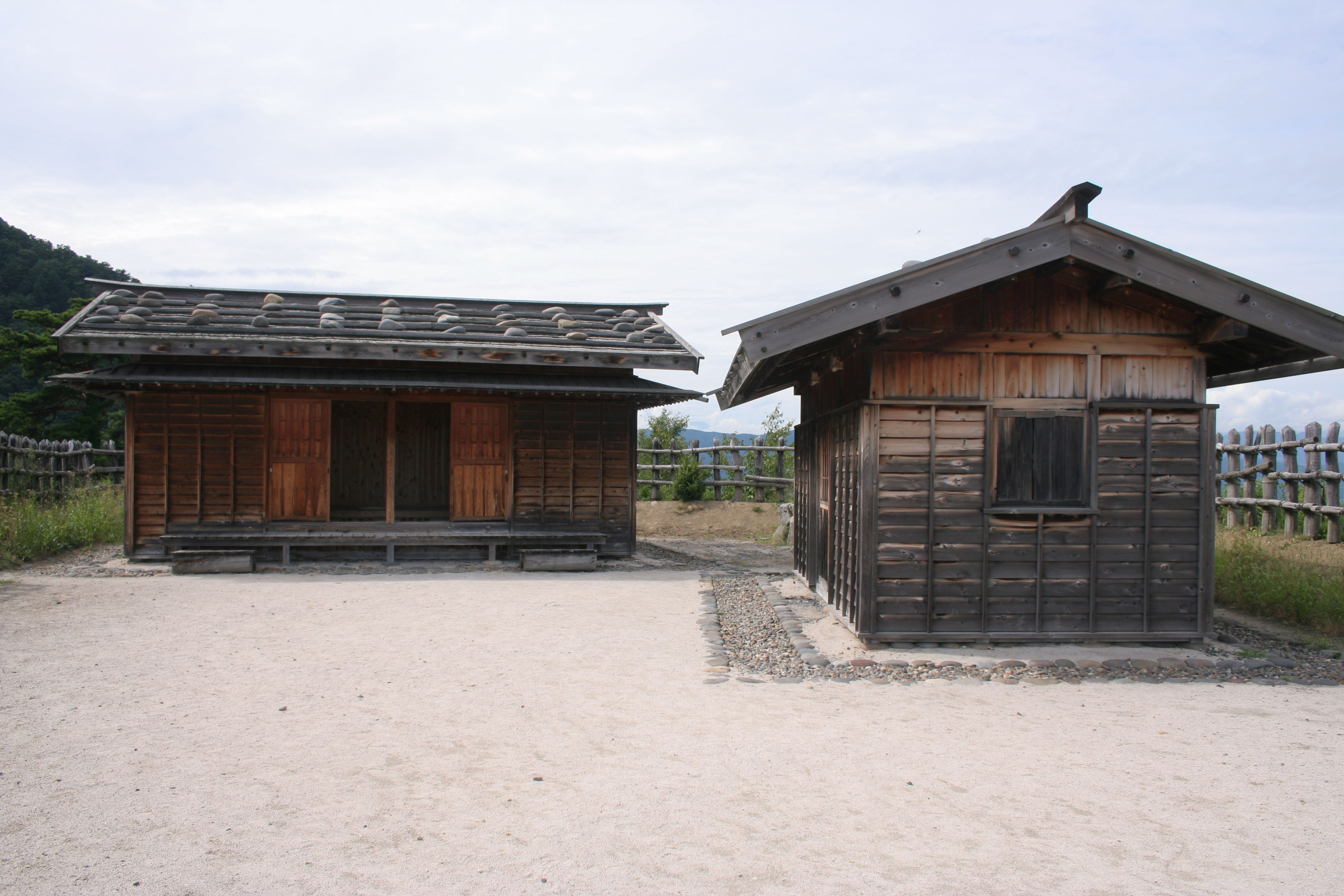
復元された本郭の館（左）と兵舎（右）